# Mizogucsi Kendzsi
Mizogucsi Kendzsi (japánul: 溝口 健二, Hepburn-átírással: Mizoguchi Kenji, Tokió, 1898. május 16. – Kiotó, 1956. augusztus 24.) japán filmrendező, forgatókönyvíró. A japán filmművészet egyik megteremtője, az első japán filmrendező, aki több nyugati filmfesztiválon is jelentős sikereket aratott.

## Élete
Ács apja sikertelen vállalkozásai következtében családja hamar elszegényedett. Hét évvel idősebb nővére nem látott más kiutat a szegénységből, így gésának állt. A gésaházban egy gazdag patrónus vette szárnyai alá, aki később oltár elé vezette. Apjuk megvetette ezért lányát, de Mizogucsi életében fontos szerepet töltött be nővére és érzelmileg is közel állt hozzá. Ugyanis anyjuk 1915-ben bekövetkezett halála után ő vette magához a későbbi filmrendezőt és finanszírozta annak meglehetősen bohém életét is.
Mizogucsi a középiskola elvégzése után először egy textiltervező mellett inaskodott, majd nyugati festészetet tanult. Festőművészeti ismeretei lehetővé tették számára, hogy később illusztrátorként keresse meg kenyerét Kóbéban, ahol emellett versírással foglalkozott és egy színházat is alapított. Színházi emberként elsősorban díszletfestéssel foglalkozott. Ekkor kezdett el lelkesedni az operáért, de varietéba és moziba is rendszeresen járt. 1920-ban a Nikkatsu stúdió színésze, majd forgatókönyvírója, végül rendezőasszisztense lett. 1923-ban debütált filmrendezőként első némafilmjével, ami A szerelem ébredése címet kapta. A nyomor túlzottan is hiteles ábrázolása miatt már legelső filmjét is megvágta a stúdió, akárcsak később készített proletárfilmjeit.
Művészetében és életében is fontos szerepet játszottak a nők. Nővére mellett nagyon közel állt hozzá egy másik gésa is, aki testvére barátnője volt és aki beleszeretett a rendezőbe. Mizogucsi azonban nem viszonozta érzelmeit. Mikor ezt felfedte a lány előtt, az késsel támadt rá és súlyosan megsebezte. A filmrendező ezt soha életében nem tudta feldolgozni, ahogy első feleségével való kapcsolatát sem. Az asszony férjnél volt, mikor egymásba szerettek, Mizogucsiért azonban hajlandó volt otthagyni első férjét, majd 1941-ben megőrült. Ezt követően elmegyógyintézetbe zárták, ahonnan soha többé nem engedték ki. Mizogucsi ezután gyengéd érzelmeket táplált filmjei egyik állandó nő főszereplője, Tanaka Kinujo iránt, aki azonban közönyös maradt a rendező iránt. Ezért Mizogucsi minden lehetséges eszközt megragadott annak érdekében, hogy megakadályozza a színésznő rendezőként való debütálását. Közben felesége két leánygyermekkel megözvegyült húgával élt együtt.
Mizogucsi a hangosfilmmel már igen hamar, 1930-ban megpróbálkozott, de csak hat év múlva volt képes filmtörténeti jelentőségű hangosfilmeket készíteni. Ekkor forgatta az Oszakai elégiát és a Gioni nővéreket. A nemzetközi figyelem középpontjába csak élete utolsó éveiben, 1952-től került. Ebben az évben az Oharu élete című filmje nyerte el a Velencei Filmfesztivál nagydíját. 1949-ben a Filmrendezők Szövetségének elnöke lett Japánban, majd halála előtt egy évvel kinevezték a Daie stúdió elnökévé. Mikor élete végén eljutott Európába, már a japán és az egyetemes filmművészet klasszikusának számított. 1956-ban megtért buddhistaként, fehérvérűségben halt meg.

## Művészete

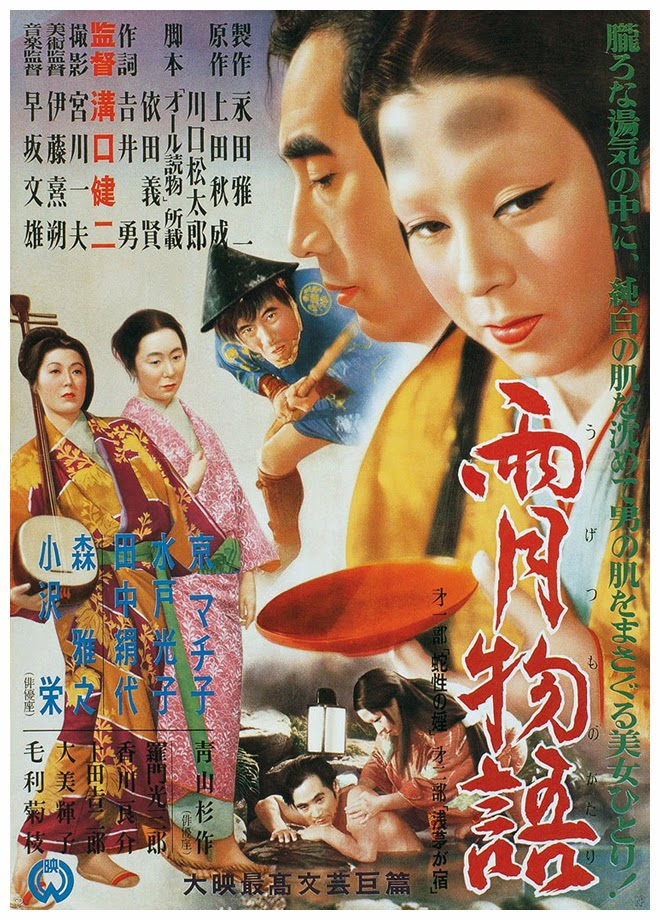
Az Ugecu története plakátja 1953-ból

Mizogucsi a japán filmművészet hajnalán kezdett el filmezéssel foglalkozni. Az 1920-as években a japán filmrendezők még csak próbálgatták lehetőségeiket, de nem igazán voltak képesek filmtörténeti jelentőségű alkotásokat letenni az asztalra. Mizogucsi volt az első közülük, aki jelentős eredményeket ért el, és így Ozu mellett ő rakta le a japán filmművészet alapjait. Saját elmondása szerint nagyon kötődött a múlthoz, és kevéssé volt bizakodó a jövőt illetően. Múltábrázolása példaértékű az utókor számára, képes volt jelenvaló tenni az elmúlt korokat, és aktuális társadalmi problémákra rámutatni rajtuk keresztül. Filmjei központi mozgatórugója az emberi lét kutatása és az ebből származott eredmények bemutatása. A mindennapi életből hősei a szenvedélyek révén törnek ki, ezzel a szenvedéllyel és a kitörési lehetőségek körülményeivel foglalkozott legszívesebben Mizogucsi.
Művészetének talán legjellemzőbb vonása az atmoszféra teremtés, ebben kiemelkedő szerepet tulajdonított az élet apró részleteinek festői eszközökkel történő hangsúlyozására. Szakított az akkoriban annyira divatos színpadias jelzés rendszerrel, a festő szemével és a költő lelkével közeledett munkáihoz. Olyan fényhatásokat alkalmazott, amelyek által a színészek és a díszletek egy kompozícióvá váltak. Igen gyakran alkalmazott és gyönyörűen beállított tájképei is ezt a gondolatvilágot tükrözték.
Az 1926-ban forgatott két filmjében is megmutatkozott már költőisége, de az Egy papírbaba tavaszi sóhaján és a Egy tanárnő őrült szenvedélyén még érződik az egyéni hang keresése. Mindenesetre már ezekben a filmekre is igaz, hogy a szereplők élete csak példaként szolgál, a rendező ezeken keresztül általánosít az egész társadalom helyzetére.
Az 1933-ban készített A vízesés varázsában aztán már nagyon hitelesen volt képes bemutatni, hogy milyen sorsfordító szerepet játszottak a nők a férfiak életében a korabeli Japánban és hű tudott maradni ekkora már kialakult stílusához. Ebben a filmjében rendkívüli erővel ábrázolta a mindennapi valóság degradáló hatását. Mizogucsi érett rendezői stílusa a harmincas évek második felében mutatkozott meg a maga teljességében. Ekkor két jelentős filmet forgatott: az Oszakai elégiát és a Gioni nővéreket.
Az Oszakai elégia, amely egy gyógyszercégnél telefonos-lányról szól, krónikaszerűen meséli el a megaláztatás és a kiszolgáltatottság históriáját. Mizogucsi nem nagyította benne drámaivá az eseményeket, az elbeszélő modora végig szenvtelen maradt. A főszereplő apja, sikkasztással próbálta meg előteremteni a pénzt az italra. Mikor ezt megtudja, a telefontársaság elnöke tisztességtelen ajánlatot tesz a családjától függő lánynak, aki végül a kitartottja lesz. Ezzel örökre megbélyegzi magát: a családja kitaszítja, egy kollégája ugyan megkéri a kezét, de mikor lelepleződik előtte a lány múltja végül ő is elhagyja. A hagyományos japán felfogás szerint a nő létének egyetlen célja, hogy feláldozza magát és életét családjáért. Mizogucsi ebben a filmjében új ideált teremtett: hősnője szembefordul a rendszerrel, mikor egyik kliensét azért lopja meg, hogy legyen pénze az esküvőre. Ezzel egy önmaga által megszabott cél érdekében cselekedett.
A Gioni nővérek az Oszakai elégia folytatásának tekinthető. Két nővérről szól, akik közül az egyik gésának áll és még akkor is kitart régi patrónusa mellett, mikor az már teljesen elszegényedett. A hagyományos felfogás szerint egyetlen dologgal tarthatott meg egy férfi egy nőt: ha önfeláldozásával elkényezteti. Ezzel a felfogással nem tud azonosulni a film másik hősnője. Addig ügyeskedik, amíg sikerül régi patrónusát eltávolítania nővére mellől, helyette egy gazdag műgyűjtőt néz ki számára. Azonban az új patrónus fogadásához egy új kimonóra lenne szüksége. Ezt úgy szerzi meg, hogy elcsábítja egy textilkereskedő inasát, majd végül magát a kereskedőt is. Mikor testvére rájön húga mesterkedéseire teljesen elfordul tőle és összeköltözik régi kitartottjával. Végül mind a két nőt elhagyják szeretőik, így kénytelenek lesznek szembesülni életstratégiájuk teljes csődjével.
Következő filmjében, mely Az utolsó krizantém története címet viseli, Mizogucsi a hagyományos nő ideál bemutatására törekedett. A film egy szolgálólány odaadó szerelméről szól, aki beleszeret egy fiatal, tehetséges kabuki színészbe. Az 1940-es években a cenzúra nem protezsálta a liberális eszméket Japánban. Egy merev szabályrendszert szerettek volna kialakítani a filmiparban. Mizogucsi ódzkodott ettől, és elkezdett kosztümös filmeket forgatni, hogy azt kikerülje. Ekkoriban, de még a háború utáni években is, képtelen volt magára találni és igazán kiemelkedőt alkotni. Realizmusa propagandaszerű klisévé merevedett, meglehetősen ódivatú és közepes filmek egész sorát rendezte ezekben az években.
Aztán 1953-ban megalkotta az Ugecu történetét. Ebben egy olyan környezetbe helyezte szereplőit, ahol az emberekből már teljesen kiveszett minden erkölcsi norma. Ebből a kiutat csak a szeretet jelentheti, ezt igazolják a hősnők magatartásai is. A hercegnő azért tért vissza a túlvilágról, hogy megismerje az igazi szerelmet, a feleség pedig azért, hogy még a túlvilágról is gondoskodhasson a férjéről. Ezzel a filmmel végre megtörtént az áttörés, és Mizogucsi még két további filmtörténeti jelentőségű filmet tudott forgatni a nők kiszolgáltatottságáról. Az Oharu élete már az ötvenes években is világ sikert aratott, a Keresztre feszített szerelmesek pedig a rendező utolsó, igazán eredeti alkotása. A két film hősnői (Oharu és Oszan) Mizogucsi két jellegzetes nőtípusának a keverékei (önfeláldozó és lázadó). Először a normákat követve mindketten eljutnak az öngyilkosságig, de büszkeségük és kitartásuk végül eltéríti őket ettől a szándéktól. Mindkét nő elbukik ugyan, de újra és újra talpra áll és megőrzött tartásával győzedelmeskedik a világ felett. A két film az érzelmi szabadságot mint utolsó mentsvárat hirdeti.

## Filmjei
- 1923: Ai ni jomigaeru hi
- 1923: Kokdzso
- 1923: Seisun no dzsumedzsi
- 1923: Dzsoen no csimata
- 1923: Hazan no uta wa kanasi
- 1923: 813
- 1923: Kiri no minato
- 1923: Haikjo no naka
- 1923: Joru
- 1923: Csi to rei
- 1923: Toge no uta
- 1924: Kanasziki hakucsi
- 1924: Akacuki no si
- 1924: Gendai no jo-o
- 1924: Dzsoszei wa cujosi
- 1924: Jin kjo
- 1924: Sicsimencsszo no jukue
- 1924: Samidare zosi')
- 1924: Kanraku no onna
- 1924: Kjokubadan no dzso-o
- 1925: A, a tokumukan kanto
- 1925: Ucsen-Pucsan
- 1925: Gakuso o idete
- 1925: Sirajuri wa nageku
- 1925: Akai juhi ni terasarete
- 1925: Gaidzso no suketcsi
- 1925: Ningen
- 1925: Furuszato no uta
- 1925: Nogi taiszo to Kumaszan
- 1926: Doka o
- 1926: Kaminingjo haru no szaszajaki
- 1926: Sin onoga cumi
- 1926: Kjoren no onna siso
- 1926: Kajkoku dandzsi
- 1926: Kane
- 1927: Ko-on
- 1927: Jihi sincso
- 1928: Hito no iszso
- 1928: Muszume kawaija
- 1929: Nihon basi
- 1929: Aszahi wa kagajaku
- 1929: Tokjo kosin-kjoku
- 1929: Tokai kokjogaku
- 1930: Fudzsiwara Yosie no furuszato
- 1930: Tojin okicsi
- 1930: Furuszato
- 1931: Sikamo karera wa juku
- 1932: Toki no udzsigami
- 1932: Manmo kenkoku no reimei
- 1933: Taki no siraito
- 1933: Gion macuri
- 1934: Jinpu-ren
- 1934: Aizo toge
- 1935: Orizuru Oszen
- 1935: Maria no Ojuki
- 1935: Gubidzsinso
- 1936: Naniwa eredzsi
- 1936: Gion no simai
- 1937: Aien kjo
- 1938: Roei no uta
- 1938: Aa kokjo
- 1939: Zangiku monogatari
- 1940: Naniwa onna
- 1941: Geido icsidai otoko
- 1941: Genroku csushingura
- 1944: Dandzsuro sandai
- 1944: Miyamoto Musashi
- 1945: Meito bidzsomaru
- 1945: Hiszso ka
- 1946: Josei no sori
- 1946: Utamaro o meguru gonin no onna
- 1947: Dzssoju Sumako no koi
- 1948: Joru no onnatacsi
- 1949: Waga koi wa moenu
- 1950: Juki fudzsin ezu
- 1951: Oju-szama
- 1951: Mussasino fudzsin
- 1952: Sajkaku icsidai onna
- 1953: Ugecu monogatari
- 1953: Gion bajasi
- 1954: Szansó tiszttartó
- 1954: Uwasza no onna
- 1954: Keresztre feszített szerelmesek
- 1955: Jókihi
- 1955: Sin heike monogatari
- 1956: Akaszen csitai'’